# Bisbee (Arizona)
Bisbee è una città degli Stati Uniti nella contea di Cochise, in Arizona, a 92 miglia (148 km) a sud-est di Tucson. Secondo il censimento del 2010, la popolazione della città era di 5 575 abitanti. La città è il capoluogo della contea di Cochise.

## Geografia fisica
Secondo lo United States Census Bureau, ha un'area totale di 5,16 mi² (13,36 km²).

## Società

### Evoluzione demografica
Secondo il censimento del 2010, la popolazione era di 5 575 abitanti.

### Etnie e minoranze straniere
Secondo il censimento del 2010, la composizione etnica della città era formata dall'84,2% di bianchi, l'1,4% di afroamericani, l'1,5% di nativi americani, lo 0,5% di asiatici, lo 0,1% di oceanici, l'8,6% di altre razze, e il 3,7% di due o più etnie. Ispanici o latinos di qualunque razza erano il 36,2% della popolazione.